# Iraks præsidenter
Irak blev en republik i 1958. Iraks præsidenter har været:
- Muhammad Najib al-Ruba'i (1958-63)
- Abd al-Salam Arif (1963-66)
- Abd al-Rahman al-Bazzaz (1966)
- Abdul Rahman Arif (1966-68)
- Ahmed Hassan al-Bakr (1968-79))
- Saddam Hussein (1979-2003)
- Koalitionens civile administration i Irak og det Irakiske Regerende Råd (2003-04)
- Ghazi Masha Ajil al-Yaweri (2004-05)
- Jalal Talabani (2005 – 2014)
- Fuad Masum (2014 - 2018)
- Barham Salih (2018 - 2022)
- Latif Rashid (2022 -)